# Hembras, Un encuentro con Mujeres Notables
Hembras, Un encuentro con Mujeres Notables es una obra de teatro argentina dirigida por Teresa Costantini. Se trata de un espectáculo de teatro leído y semi - montado que presenta la historia de siete mujeres importantes (Aurelia Vélez Sársfield, Alfonsina Storni Martignoni, Alicia Moreau de Justo, Lola Mora, Julieta Lanteri, Salvadora Medina Onrubia y Eva Duarte) de los últimos cien años de la vida del país. Se estrenó por primera vez en el marco de la Trigésimo octava Feria Internacional del Libro de Buenos Aires, el 29 de abril de 2012

## Argumento
El espíritu de rescate y de justicia histórica en la decisión de honrar el protagonismo de las mujeres en la historia política y cultural del país, y el interés de compartir sus realizaciones soslayadas pero trascendentes, en pos de ampliar sus propios derechos civiles, como también los horizontes de nuestra sociedad en su conjunto, no pueden menos que interesar y promover empatía. El fin del arte es tomar eso que la sociedad formal descarta, desestima. Esta idea se enmarca en esa voluntad artística.
Cinco prestigiosas autoras nacionales serán las encargadas de escribir la voz de estas mujeres audaces de la historia de nuestro país. Ellas son Josefina Delgado, Araceli Bellotta, Patricia Suárez, María Rosa Lojo e Inés Fernández Moreno.
Iluminación - Gonzalo Córdova / Musicalización y Sonido - Carlos Abbate / Asistente de Producción y Dirección - Sebastián Vigo / Accesorios de Vestuario - Martín Churba / Maquillaje  - Avon / Coordinación General de Producción - Edgardo Ávila Singh, Milagros Correa Ávila, Inés Durañona / Prensa - Raquel Flotta / Fotografía - Julio Romero / Dirección - Teresa Costantini
Versión final: Teresa Costantini / Inés Fernández Moreno / Sebastián Vigo